# Taça Continental de Hóquei em Patins de 2013
A Taça Continental de Hóquei em Patins de 2013 foi a 33º edição da Taça Continental de Hóquei em Patins organizada pela CERH, disputada entre os vencedores da Liga Europeia de Hóquei em Patins 2012/13, SL Benfica e da Taça CERS 2012/13, CE Vendrell. A 1ª mão foi disputada a 19 de Outubro de 2013 em El Vendrell em Tarragona, Espanha. A 2ª mão foi disputada a 2 de Novembro de 2013 em Lisboa, Portugal.
O SL Benfica conquistou o seu segundo troféu após duas vitórias por 3-5 e 5-0.

## Jogos

### 1ª Mão
| 19 de Outubro de 2013 | CE Vendrell                                                             | 3-5 | SL Benfica | Pav. do CE Vendrell, Vendrell          |
| 19:00 UTC             | 1-1 Carlos Cortijo 1ªP 2-2 Jordi Ferrer 19' 1ªP 3-4 Sergi Miras 20' 2ªP |     | 0-1 João Rodrigues 6' 1ªP 1-2 Diogo Rafael "Chiquinho" 19' 1ªP 2-3 João Rodrigues LD 10ªF 2ªP 2-4 João Rodrigues 2ªP 3-5 Esteban Àbalos "Tuco" 23' 2ªP | Árbitro: Franco Ferrari Matteo Galoppi |

### 2ª Mão
| 2 de Novembro de 2013 | SL Benfica | 5-0 | CE Vendrell | Pav. Império Bonança, Lisboa                    |
| 20:00 GMT             | 1-0 Marc Coy 17' 1ªP 2-0 Carlos "Carlitos" Lopez 20' 1ªP 3-0 João Rodrigues 2ªP 4-0 João Rodrigues 2ªP 5-0 Carlos "Carlitos" Lopez 2ªP |     |             | Árbitro: Alessandro Eccelsi Alessandro Da Prato |

| Vencedores Taça Continental 2013 |
| SL BENFICA 2º Titulo             |